# 飛ぶのがフライ
『飛ぶのがフライ』（とぶのがフライ、Fear of Frying ）は、1997年に刊行されたジル・チャーチルの推理小説。
主婦探偵ジェーンと親友のシェリーを主人公にしたシリーズ（ドメスティック推理小説）第9作。

## 物語
親友のシェリーの車で児童キャンプ候補地の下見に、保護者代表として来たジェーン。ところが、キャンプ場に謎の人影が出没したり、面とマントをつけた抗議団体がやってきたりと不安がいっぱい。そして二人は雨のキャンプ場で、参加者のひとりが死んでいるのを発見してしまう。だが、その死体が忽然と消えていた。

## 主な登場人物
ジェーン・ジェフリー
本作の主人公。巻き込まれ型の主婦探偵。料理が苦手。
シェリー・ノワック
ジェーンの相棒。隣に住む主婦でジェーンの親友。
サム・クレイプール
自動車販売業「クレイプール・モーターズ」の経営者。孤児だったのを引き取られた養子。真面目。
ジョン・クレイプール
同じく「クレイプール・モーターズ」の従業員。サムの弟だが実子なので血縁はない。陽気。
マージ・クレイプール
サムの妻。おどおどしている。
アイリーン・クレイプール
ジョンの妻。大柄で人当たりが良い。
ヘンリー・マッコイ
謎の男。
ボブ・ライクラフト
通信販売業者。スポーツマンタイプ。
アル・フラワーズ
銀行頭取。黒人でリズの夫。妻と反対にのんびり屋。
リズ・フラワーズ
教育委員長。黒人でアルの妻。仕切り屋気質。
ベンソン・タイタス
キャンプ場の経営者。過去に「クレイプール・モーターズ」で働いた経験がある。
アリスン・タイタス
キャンプ場のスタッフ。ベンソンの妻。パソコンが得意。
エドナ・タイタス
ベンソンの母。がらっぱち。
ラッキー・スミス
環境問題活動家。キャンプ場に反対している。
テイラー
保安官。死体消失事件を捜査する。
メル・ヴァンダイン
夫と死別したジェーンが心を寄せる友人。刑事。

## 提示される謎
- 動機さがし

## 特記事項
題名は、エリカ・ジョングの『飛ぶのが怖い（原題:Fear of Flying）』のもじり。

## 翻訳
本作の日本語訳を担当した浅羽莢子は、書籍製作中の2006年9月18日に病死している。